# Nemanja Šćekić
Nemanja Šćekić (Heмaњa Шћeкић, sinh ngày 17 tháng 12 năm 1991) là một thủ môn bóng đá Montenegro thi đấu cho Javor Ivanjica.
Sinh ra ở Berane, anh thi đấu cùng với FK Čukarički Stankom ở SuperLiga 2010–11. Khi Čukarički xuống hạng cuối mùa giải, Ščekić trở về Montenegro và gia nhập đội hạng nhất FK Mogren. Ngày 10 tháng 2 năm 2017, anh ký hợp đồng cho 1+1⁄2 năm cùng với câu lạc bộ Bulgaria Montana. Ngày 7 tháng 9 năm 2017, hợp đồng của anh bị phá vỡ vì thỏa thuận đôi bên.
Anh là phần của U-21 Montenegro từ cuối năm 2010.